# Microsoft Pascal

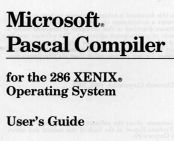
Imagem ilustrativa

O Microsoft Pascal foi um compilador da Microsoft para a linguagem Pascal. Os programas gerados podiam ser executados no sistema operativo MS-DOS e OS/2 (programas em 16 bits). A última versão do compilador (v.4.0) foi lançada no ano de 1988, quando foi substituída pelo Microsoft QuickPascal, que teve uma curta vida.